# Haliotis australis
Haliotis australis, common name the "queen paua", là một loài edible ốc biển, là động vật thân mềm chân bụng sống ở biển thuộc họ Haliotidae, the abalones. Nó là loài đặc hữu của New Zealand.

## Human use
Haliotis australis and other two Haliotis species are known as "paua" in New Zealand and are used as a food source.

## Hình ảnh

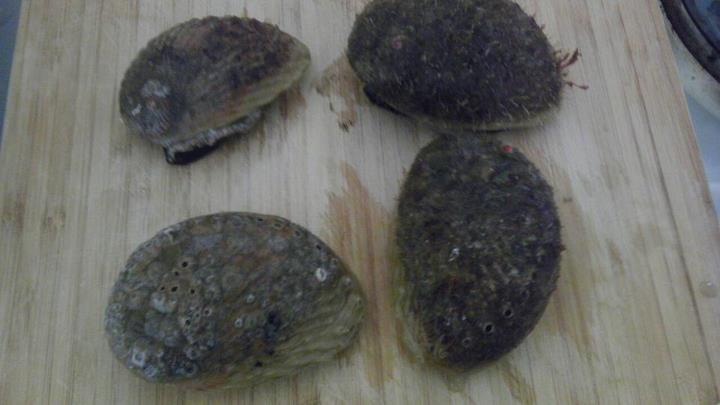
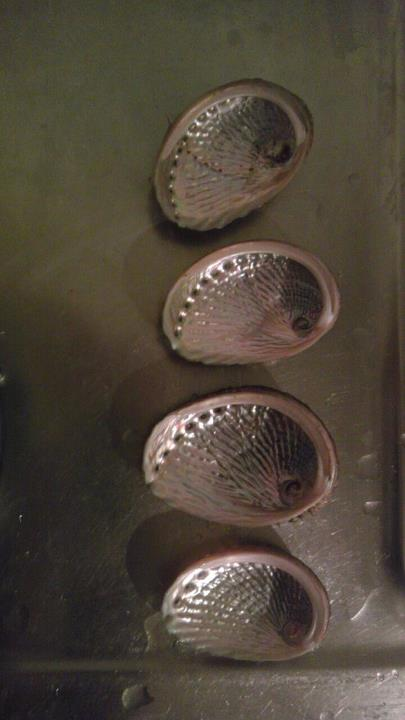